# Línea N10 (TUC Pamplona)
La línea N10 (Nocturna 10) del Transporte Urbano Comarcal de Pamplona cubre la ruta entre la calle Cortes de Navarra en el centro de Pamplona y la localidad de Sarriguren.
En su trayecto discurre por los barrios pamploneses del Segundo Ensanche, Erripagaña y Mendillorri respectivamente, realizándose también el mismo servicio en sentido inverso.
Tiene servicio todas las noches aunque su horario es más amplio los sábados y vísperas de festivos donde se cubre casi toda la franja horaria donde no hay servicio diurno y los viernes en que el servicio finaliza a las 4:10h. La línea dispone de servicios para minusválidos.
Esta línea opera desde 2008. 

## Paradas
| KBHFa |

| HST |

| HST |

| HST |

| HST |

| HST |

| HST |

| HST |

| HST |

| HST |

| HST |

| HST |

| HST |

| KBHFe |

| KBHFa |

| HST |

| HST |

| HST |

| HST |

| HST |

| HST |

| HST |

| HST |

| HST |

| HST |

| HST |

| HST |

| KBHFe |

| KBHFa |

| HST |

| HST |

| HST |

| HST |

| HST |

| HST |

| HST |

| HST |

| HST |

| HST |

| HST |

| HST |

| KBHFe |

| KBHFa |

| HST |

| HST |

| HST |

| HST |

| HST |

| HST |

| HST |

| HST |

| HST |

| HST |

| HST |

| HST |

| KBHFe |

| KBHFa |

| HST |

| HST |

| HST |

| HST |

| HST |

| HST |

| HST |

| HST |

| HST |

| HST |

| KBHFe |

|  |

|  |

| KBHFa |

| HST |

| HST |

| HST |

| HST |

| HST |

| HST |

| HST |

| HST |

| HST |

| HST |

| KBHFe |

|  |

|  |

| KBHFa |

| HST |

| HST |

| HST |

| HST |

| HST |

| HST |

| HST |

| HST |

| HST |

| HST |

| KBHFe |

|  |

|  |

| KBHFa |

| HST |

| HST |

| HST |

| HST |

| HST |

| HST |

| HST |

| HST |

| HST |

| HST |

| KBHFe |

|  |

|  |

## Paradas a demanda
Desde el día 8 de marzo de 2022 se está llevando a cabo una prueba piloto para que las mujeres que utilicen esta línea puedan bajarse entre paradas y así evaluar su posible extensión a otras líneas del TUC cuando acabe su periodo de prueba el 8 de junio del mismo año.